# Ermengarda z Tours
Ermengarda z Tours (zm. 20 marca 851) – córka hrabiego Hugona z Tours, który twierdził, że pochodzi od Merowingów.

## Życiorys
W październiku 821 r. w Thionville poślubiła króla Italii i późniejszego cesarza Lotara I (795 - 29 września 855), syna cesarza Ludwika I Pobożnego i Ermengardy z Hesbaye, córki hrabiego Ingermana. Lotar i Ermengarda mieli razem czterech synów i pięć córek:
- Ludwik II (ok. 825 - 12 sierpnia 875), cesarz i król Italii
- Helletruda (ok. 826 - po 866), żona hrabiego Berengara
- Berta (ok. 830 - po 7 maja 852, najprawdopodobniej ok. 877), opatka w Faremoutiers
- nieznana z imienia córka (ok. 830 - ?), w 846 r. porwana przez Giselberta, hrabiego Maasgau, którego poślubiła
- Gisla (ok. 830 - 860), opatka w Brescii
- Lotar II (ok. 835 - 8 sierpnia 869), król Lotaryngii
- Rotruda (835/840 - ?), ochrzczona w Pawii, żona Lamberta, margrabiego Bretanii i hrabiego Nantes
- Karol z Prowansji (ok. 845 - 25 stycznia 863), król Burgundii
- Karloman (853 - ?)

W 849 r., dwa lata przed śmiercią, ufundowała opactwo w Erstein w Alzacji, gdzie została później pochowana.